# Municipi d'Åre
Åre és un municipi de la regió mitjana de Suècia (Jämtland). Està situat als peus de l'Åreskutan. S'hi va celebrar el Campionat Mundial d'Esquí Alpí de 2019.